# إعصار إيرين (1999)
إعصار إيرين هو الإعصار الذي تسبب أضرار جسيمة في جنوب فلوريدا خلال عام 1999 موسم الأعاصير في المحيط الأطلسي. تكون اعصار إيرين في غرب البحر الكاريبي يوم 13 أكتوبر من موجة استوائية. انتقلت شمالا، ضربت غرب كوبا قبل بلوغ الإعصار . ضرب ايرين فلوريدا وانتقل شمالا مع تيار الخليج. و اقترب من كارولينا لكنه بقي في الخارج. ايرين تحول شرقا وبسرعة تكثيف حتى وصول إلى الفئة 2 من الاعاصير. الإعصار أنتج أول هطول الأمطار الغزيرة في غرب كوبا، مما تسبب في سقوط أربعة قتلى والضرر. 
 تسببت الإعصار في وفاة شخص في الشمال الغربي في جزر البهاما.و في ولاية كارولينا الشمالية وفرجينيا, نتج عن اعصار ايرين أمطار غزيرة. أكثر من 10 بوصة (255 ملم) ،

## الاضرار
تسبب اعصار ايرين في قتل 18 شخصا (15 غير مباشر) و تسبب في خسائر مادية بقيمة 800 مليون دولار (937 مليون دولار عام 2006 دولار أمريكي) . معظم الأضرار والوفيات حدثت بسبب الأمطار الغزيرة بسبب العاصفة.
| المنطقة                 | مباشر | غير المباشرة | مجموع |
| ----------------------- | ----- | ------------ | ----- |
| كوبا                    | 2     | 2            | 4     |
| فلوريدا                 | 0     | 8            | 8     |
| جزر البهاما             | 1     | 4            | 5     |
| ولاية كارولينا الشمالية | 0     | 1            | 1     |
| مجموع                   | 3     | 15           | 18    |